# Masterton

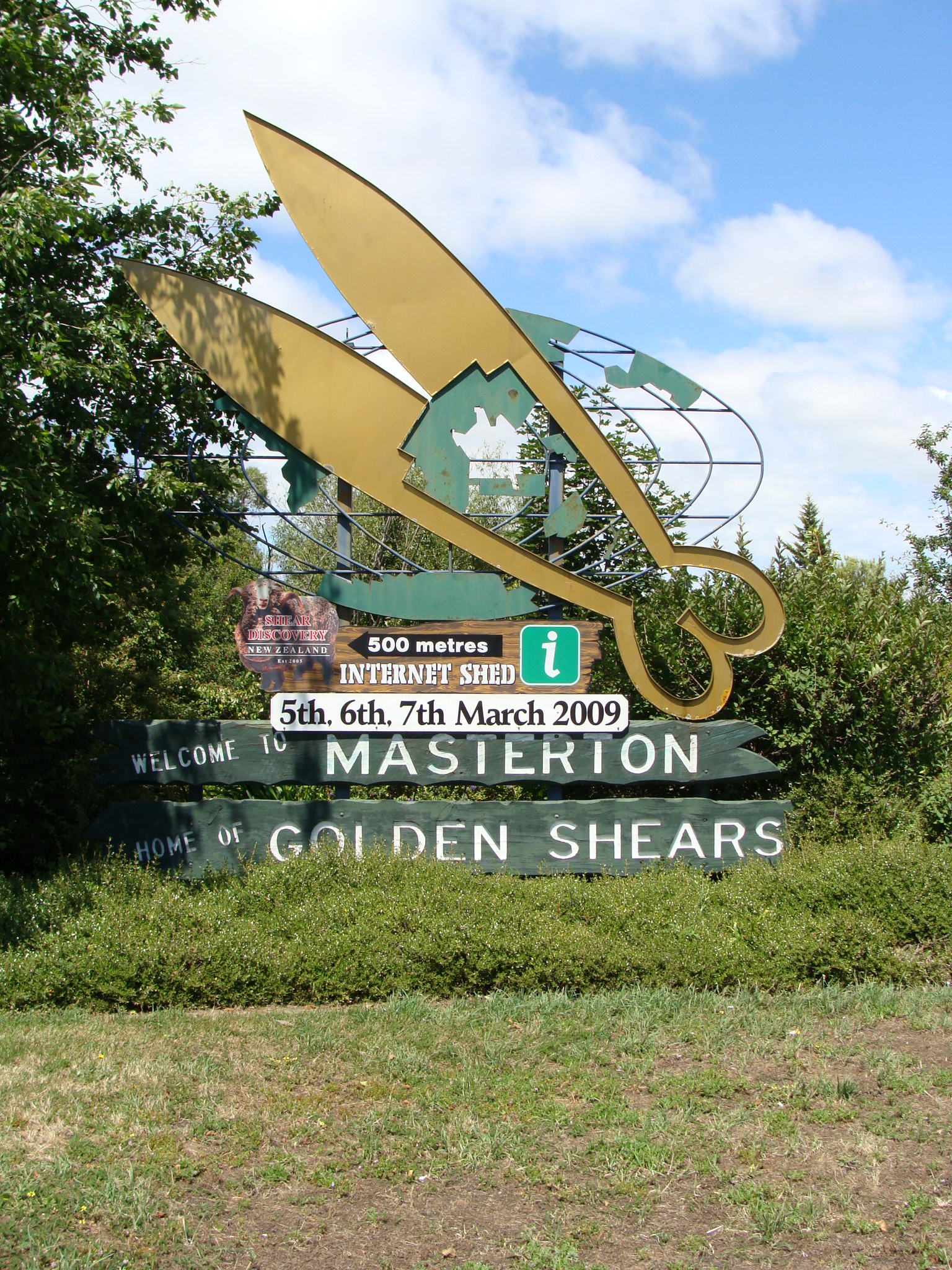
Welkomstbord

Masterton is een stad in de regio Wellington op het noordereiland van Nieuw-Zeeland, 100 kilometer ten noordoosten van Wellington.
Via de Wairarapa Line spoorlijn, geopend op 1 november 1880, kunnen de inwoners makkelijk Wellington, Lower Hutt and Upper Hutt bereiken. Het Hood vliegveld ligt net ten zuiden van Masterton.
Masterton is genoemd naar pionier Joseph Masters, en voor het eerst bewoond door Europese immigranten op 21 mei 1854.

## Geboren
- Alan MacDiarmid (1927-2007), Nieuw-Zeelands/Amerikaans scheikundige en Nobelprijswinnaar (2000)